# إليزابيث بوسيلي
إليزابيث بوسيلي (11 مارس 1914 - 25 نوفمبر 2005) كانت أول إمرأة طيار تخدم في القوات الجوية الفرنسية، وحققت ثمانية أرقام قياسية عالمية.

## الحياة المبكرة
ولدت إليزابيث بوسيلي في باريس في 11 مارس 1914. درست في معهد الدراسات السياسية بباريس وتخرجت منها في 1935. أثناء دراستها، شاركت في العديد من المنظمات الإنسانية، بما في ذلك الحركة الدولية للصليب الأحمر والهلال الأحمر.

## مسيرة الطيران
أصبحت مهتمة بالطيران بعد حضور مؤتمر الطيران مع شقيقها. في البداية تطوعت في المطارات، حتى حصلت في يناير 1938 على رخصة طيار خاص. اشترت طائرتها الخاصة، وبدأت التدريب على الاستعراضات الجوية، وقررت الحصول على رخصة الطيران العام.
في 1944-1945، أنشأ وزير الطيران المعين في حكومة شارل ديغول، فيلق الطيارين العسكريين الإناث، ودعا ثلاثة عشر إمرأة طيارًا، بما في ذلك إليزابيث بوسيلي، ماريز باستي وإليزابيث ليون للانضمام. تدربت إليزابيث بوسيلي في شاتورو. كانت إليزابيث بوسيلي تحمل رتبة ملازم ثان. لقد تدربت على الاستعراضات الجوية وأصبحت مدربة بنفسها. في 12 فبراير 1946، حصلت على رخصة الطيران العسكري، لتصبح أول امرأة في فرنسا تحصل على هذه الرخصة. لكن بعد انتهاء الحرب، لم تعد هناك حاجة للطيارين الإناث، واختارت العودة إلى الطيران المدني.
عادت إليزابيث بوسيلي إلى الجيش في 1952، وانضمت إلى فرقة الطيارين الاستعراضين المتمركزين في إيتانب والذي يسمى بدورية فرنسا. قامت إليزابيث بوسيلي والفرقة بأداء عروض في موناكو والجزائر وإسبانيا، وكانت بوسيلي أحد المؤدين المنفردين. في 1957، عُرض عليها مهمة في الجزائر، فقبلتها.
قامت بعمليات الإجلاء العسكري، ومهام النقل، وتسليم الإمدادات والبريد للقوات.
بحلول سن الخامسة والأربعين، كانت قد جمعت 900 ساعة طيران و335 مهمة، وتوقفت عن الطيران. تقاعدت في 1969 وكتبت مذكراتها.
توفيت إليزابيث بوسيلي في ليون في 25 نوفمبر 2005.